# Warleberger Hof

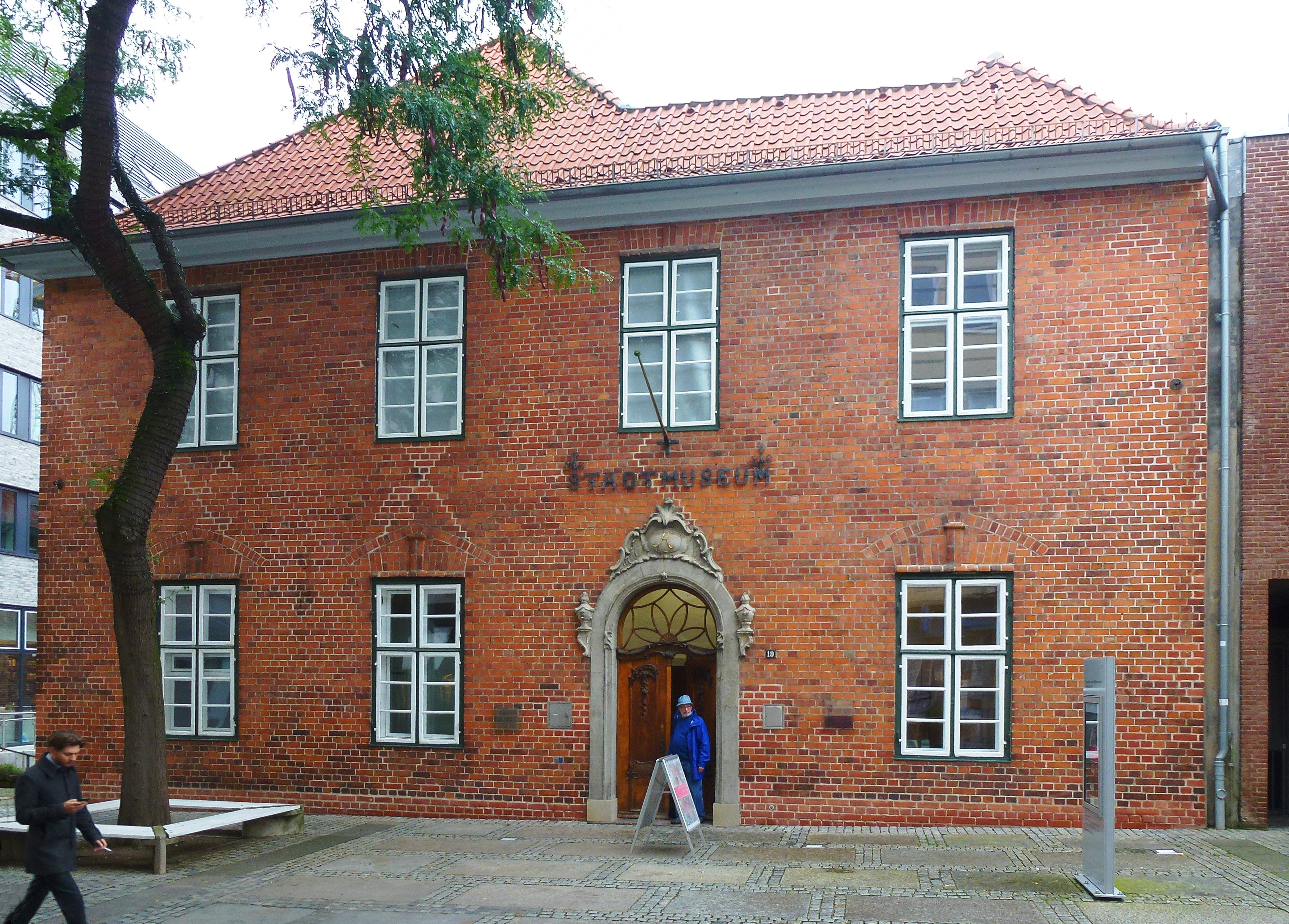
Huvudfasaden, 2015.

Warleberger Hof är en historisk byggnad och ett museum vid  Dänische Straße 19 i Kiels innerstad, Tyskland. Byggnaden är Kiels enda kvarvarande privatpalats och är klassad som byggnadsminne. Sedan 1970 nyttjas Warleberger Hof som Kiels stadsmuseum.

## Byggnad

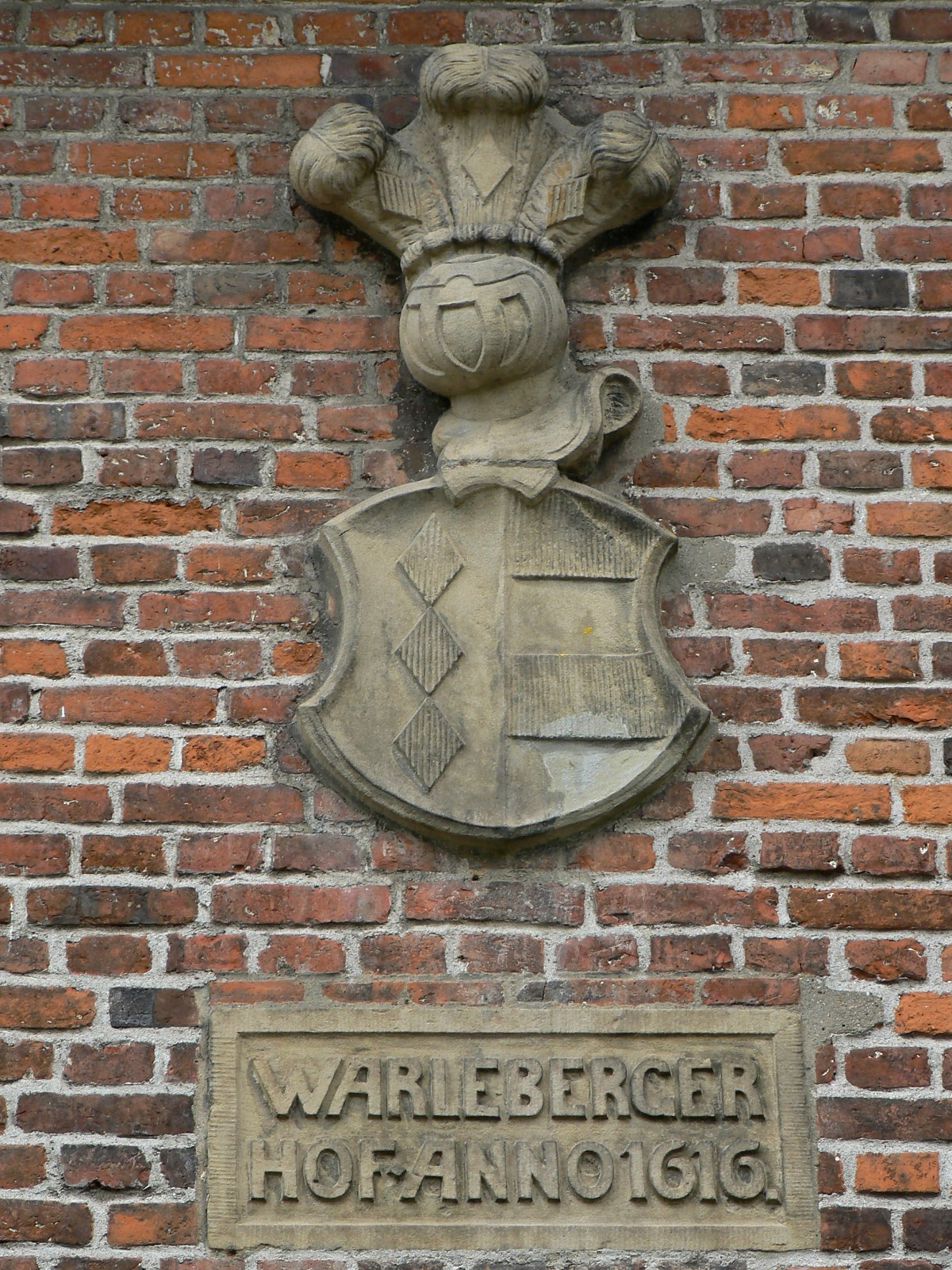
Gårdens vapen med ätten von Thienens släktvapen.

Warleberger Hof uppfördes efter 1616 för Fredrik III:s skrivare, Christoph Martens, som erhöll egendomen i skattefri gåva. Till bebyggelsen hörde utöver den bevarade huvudbyggnaden även en stor trädgård och flera ekonomibyggnader. I huvudbyggnaden fanns egen brunn och vattenledningar.
Sitt nuvarande namn fick gården efter Henning von Thienen auf Warleberg som förvärvade palatset 1695. År 1765 genomfördes en större ombyggnad där huset fick sitt nuvarande utseende. Bland annat skapades entrén med sin praktfulla sandstensportal mot Dänische Straße. 
Efter 1839 ägdes byggnaden av Kiels universitet som hade olika institutioner här, bland annat för anatomi. 1881 inrättades ett etnologiskt museum i husets övre våningsplan. 1909 flyttades huvudfasaden cirka fem meter inåt huset när gatan skulle breddas. Fasaden murades upp igen med nytt murtegel, medan originalportalen återanvändes. Andra världskriget klarade gården utan större skador.

## Museum
År 1967 förvärvades Warleberger Hof av staden Kiel från universitetet för att inrätta ett stadsmuseum i byggnaden. Vid den påföljande ombyggnaden bevarades den historiska källaren med tunnvalv, brunn och kökets eldstad. Utställningssalarna iordningställdes med tidstypiska tapeter, paneler och stucktak. 
Museiverksamheten invigdes 1970. På 500 kvadratmeter utställningsytor fördelade på tre våningar visas stadens historia, dessutom organiseras tillfälliga specialutställningar. Museet besöks av ungefär 30 000 personer årligen.

## Bilder, stadsmuseet

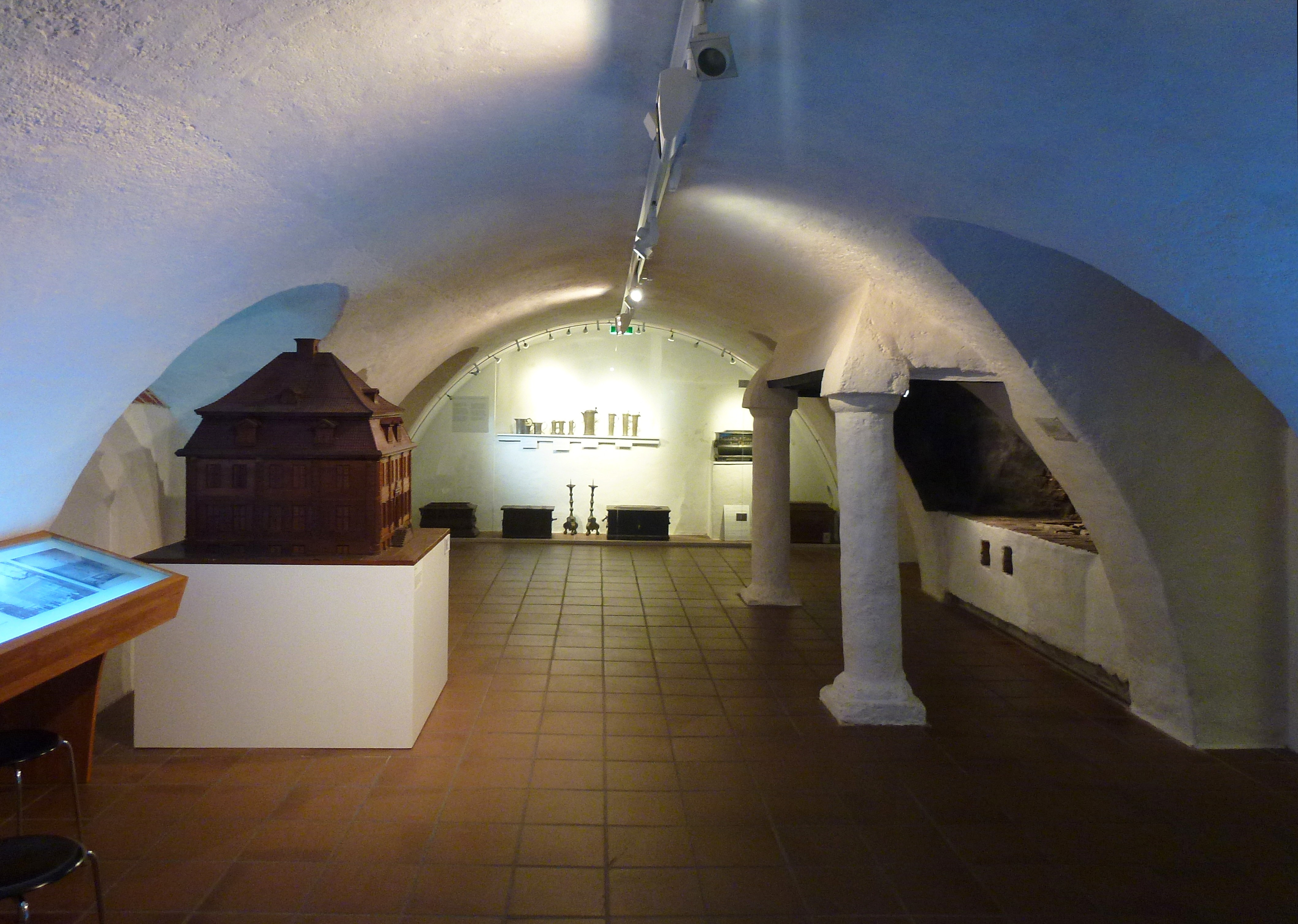
Källarvalven
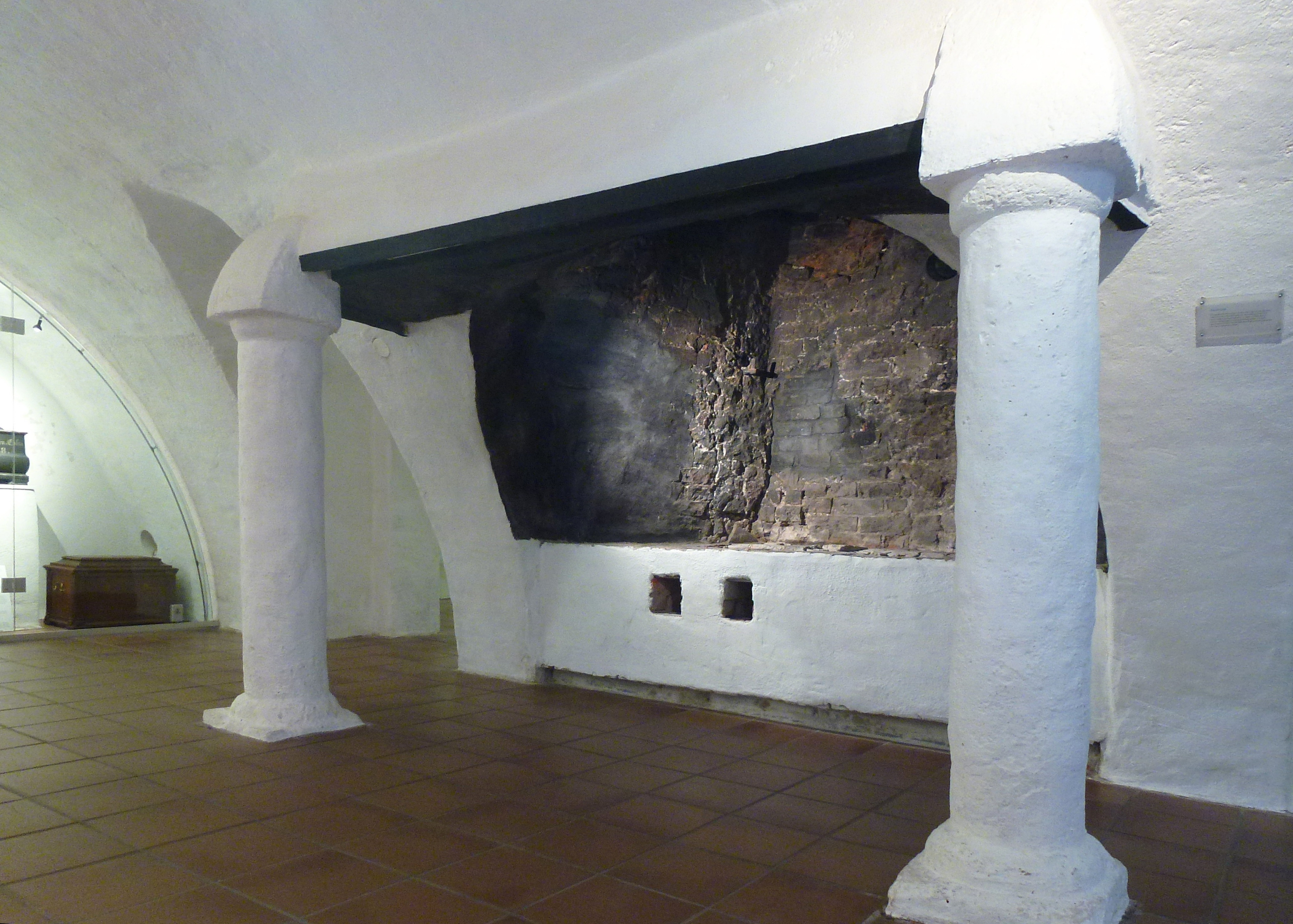
Kökets eldstad
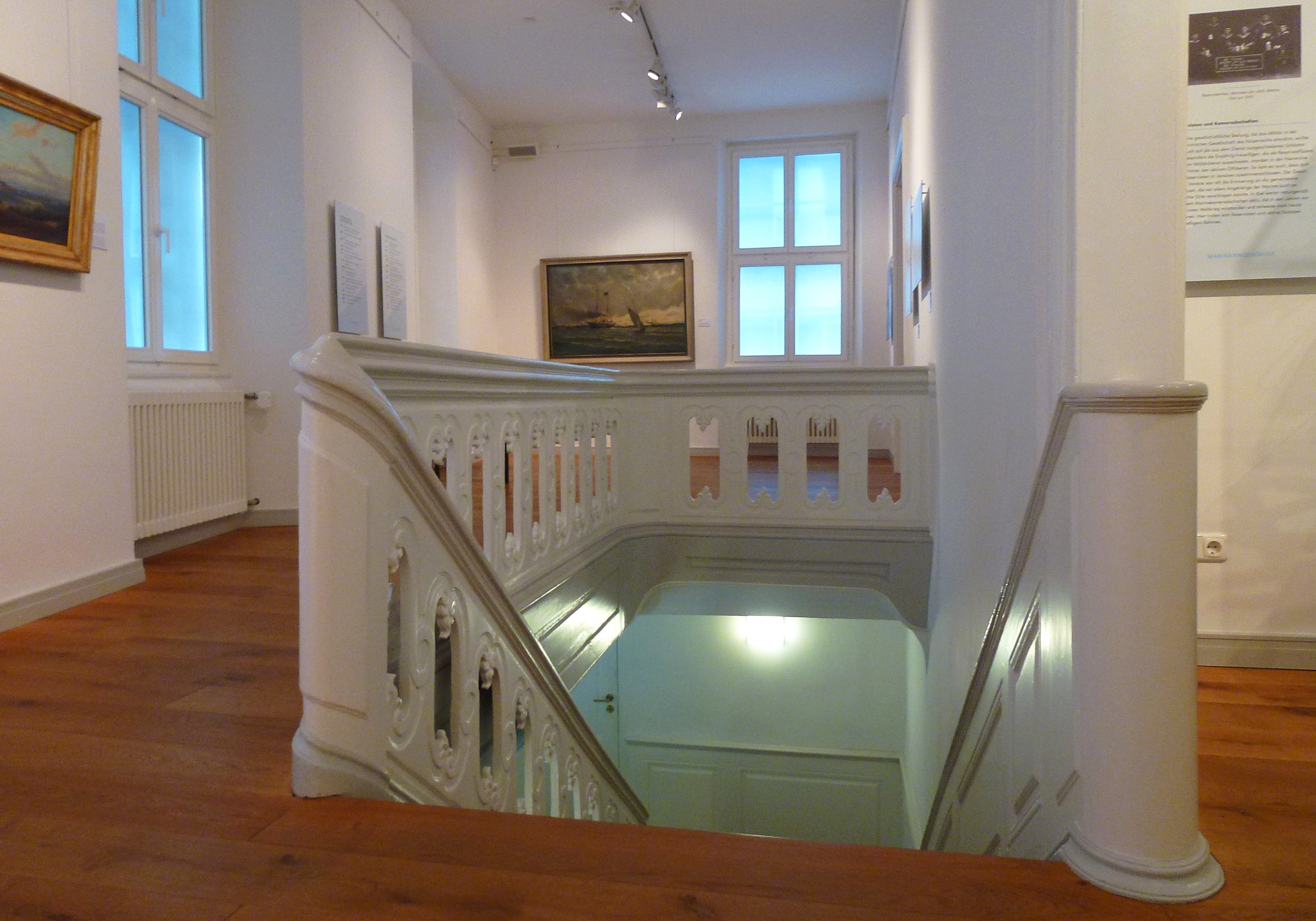
Trappan till övervåningen
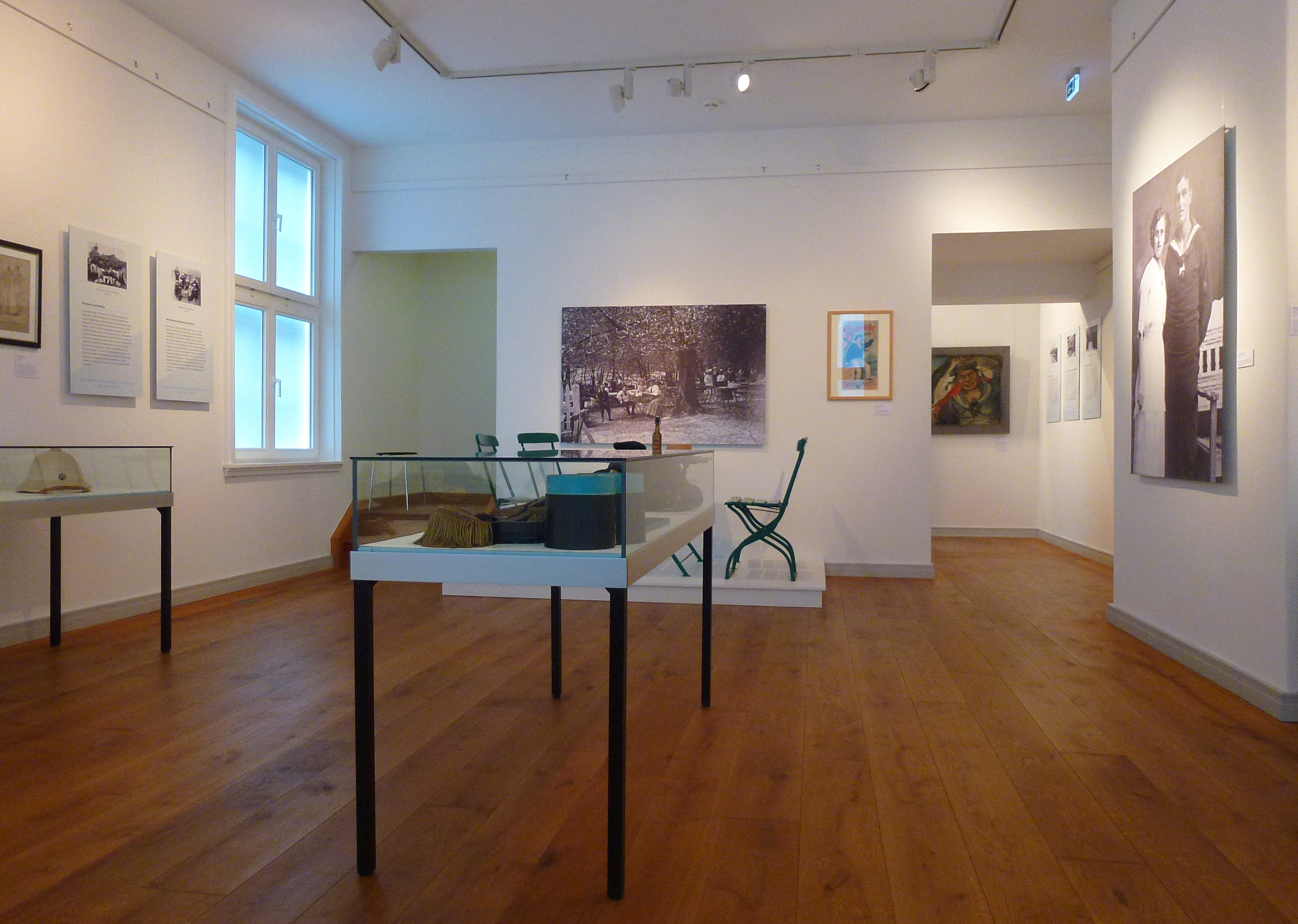
Utställningssal i övervåningen
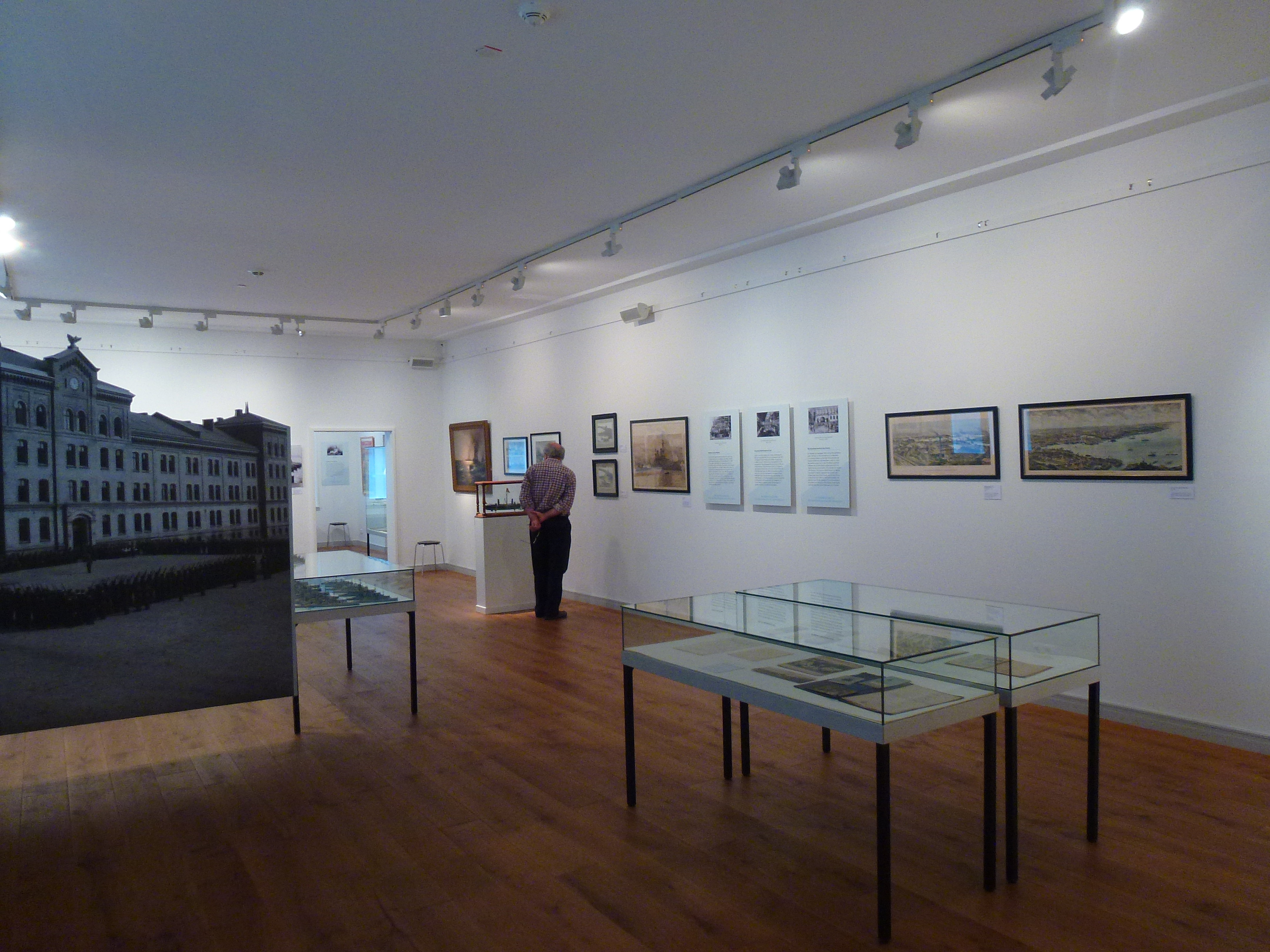
Utställningssal i övervåningen